# The Red Turtle
The Red Turtle (franska: La Tortue Rouge; japanska: レッドタートル ある島の物語, Reddotātoru aru shima no monogatari, 'Den röda sköldpaddan') är en animerad långfilm av Michaël Dudok de Wit från 2016. Den är en fransk-belgisk-japansk samproduktion, med bland annat Studio Ghibli, Wild Bunch och Why Not Productions.
Den 80 minuter långa filmen, som saknar dialog, är Dudok de Wits första långfilmsproduktion. Den hade världspremiär 18 maj 2016, på filmfestivalen i Cannes och är nominerad till bästa långfilm vid 2017 års Oscarsgala. I Sverige visades den tidigt 2017 på Göteborgs filmfestival.